# Lula (Eslováquia)
Lula é um município da Eslováquia, situado no distrito de Levice, na região de Nitra. Tem 8,39 km² de área e sua população em 2018 foi estimada em 168 habitantes.

## Demografia
| Ano:        | 1994 | 2004    | 2014    | 2024   |
| ----------- | ---- | ------- | ------- | ------ |
| Broj ljudi: | 223  | 199     | 177     | 162    |
| Razlika:    |      | -10,76% | -11,05% | -8,47% |

| Ano:               | 2023 | 2024 |
| ------------------ | ---- | ---- |
| Número de pessoas: | 162  | 162  |
| Diferença:         |      | +0%  |